# Bonaventure (striptekenaar)
Baptiste Corteggiani (Parijs, 19 juni 1981) is een Franse striptekenaar, illustrator en inkleurder en beter bekend onder zijn pseudoniem Bonaventure. Hij woont en werkt in Carpentras.

## Carrière
Bonaventure heeft zijn bachelor Chinees en studeerde aan de Comics Factory. Vanaf 2005 werd hij actief in de stripwereld.
Bonaventure is vooral actief als inkleurder voor verschillende series, zoals De jonge jaren van Blueberry en Lefranc. Voor deze laatste reeks is hij sinds 2015 de vaste inkleurder voor het tekenwerk van Christophe Alvès en kleurde de albums Operatie Antarctica (2015), Het principe van Heisenberg (2017) en Rode maan (2019).
In 2018 startte hij zijn eigen jeugdstripreeks Mei, waar reeds twee albums in werden uitgebracht bij uitgeverij Sarbacane, te weten L’archipel sans étoiles in 2018 en Le trésor du roi musicien in 2019.
- Bibliothèque nationale de France: cb166210491 (data)
- International Standard Name Identifier: 0000 0003 7700 1848
- Istituto Centrale per il Catalogo Unico: UBOV352721
- Virtual International Authority File: 253932681